# Brav
Brav je ve starší češtině hromadné označení pro drobný domácí dobytek: kozy, ovce a vepře. Ve slovenštině znamená pouze vepře a bravčové mäso znamená vepřové. Slovem brávek se označuje vepř na východní Moravě a ve Slezsku, kde se navíc používá pojmenování bravské maso či braové maso pro vepřové.

## Původ
Rozlišení mezi „velkým“ skotem (hovězím dobytkem) a „menším“ bravem i mezi jejich pastýři hrálo velkou roli v nejstarších indoevropských společnostech. České slovo brav snad souvisí s angl. barrow (kanec) a německým Barch, a původně označovalo štětinatá zvířata. Podle jiných znamenal brav původně jen ovce a kozy, kdežto vepři do něho byli zahrnuti později.